# Gert Engels
Gert Engels (født 26. april 1957) er en tidligere tysk fodboldspiller og træner.
Han har tidligere trænet Yokohama Flügels, JEF United Ichihara, Kyoto Purple Sanga og Urawa Reds.